# Ново-Троицкое (Вяземский район)
Ново-Троицкое — деревня в Вяземском районе Смоленской области России. Входит в состав Тумановского сельского поселения. Население — 4 жителя (2007 год). 
Расположена в восточной части области в 23 км к северо-востоку от Вязьмы, в 1 км севернее автодороги М1 «Беларусь». В 7 км севернее деревни расположена железнодорожная станция Туманово на линии Москва — Минск. 

## История
В годы Великой Отечественной войны деревня была оккупирована гитлеровскими войсками в октябре 1941 года, освобождена в марте 1943 года.